# Nikielkowo
Nikielkowo [ɲikʲɛlˈkɔvɔ] (tiếng Đức: Nickelsdorf)  là một ngôi làng thuộc khu hành chính của Gmina Barczewo, thuộc huyện Olsztyński, Warmińsko-Mazurskie, ở miền bắc Ba Lan.